# Матю Арнолд
Матю Арнолд (на английски: Matthew Arnold) е английски поет, критик и теолог. Една от видните фигури в културния живот на Викторианска Англия, той е известен с критиката си към вкусовете и нравите на епохата. Син е на известния педагог Томас Арнолд.

## Биография
Матю Арнолд е роден през 1822 в Лейлхем, близо до Лондон. Учи в ръководеното от баща му училище „Ръгби“, а след това в Балиъл Колидж в Оксфордския университет, където се дипломира през 1844 г. От 1847 г. е частен секретар на политика Хенри Лансдаун. С негово съдействие е назначен за училищен инспектор, какъвто остава до 1886 г.